# Чімі Янґзом Вангчук
Принцеса Аші Чімі Янгзом Ванґчук (англ. Princess Ashi Chimi Yangzom Wangchuck) — принцеса Бутану, донька четвертого короля Бутану Джігме Сінг'є Ванґчука та королеви-матері Аші Церінг Пем Ванґчук, є зведеною сестрою п'ятого короля Джігме Кхесара Намг'яла Ванґчука. Восьма в черзі на успадкування престолу Бутану.

## Біографія
Її Королівська Високість здобувала освіту в середній середній школі Лунтензампа та вищій середній школі Янгченпунґ.
Пізніше вона отримала ступінь бакалавра за спеціалізаціями з міжнародних відносин та економіки в Коледжі Веллслі в Массачусетсі та ступінь магістра з державного управління в Колумбійському університеті в Нью-Йорку. Цікавиться робота з молоддю.

## Особисте життя
Її Королівська Високість вийшла заміж за Дашо Сангая Ванґчука 13 жовтня 2005 року в палаці Деченчолінг . Родина Дашо Сангай Ванґчука належить до першого покоління бутанських промисловців. Він є старшим сином Кінлі Ванґчука від його дружини Санґай Ом.
Мають двох синів:
- Дашо Джіґме Уг'єн Ванґчук народився в лікарні Самітів Сукхумвіт, Бангкок, Таїланд, 30 серпня 2006 р.
- Дашо Джам'янґ Сінґ'є Ванґчук народився 2 грудня 2009 р.

## Меценатство
- Віце-президентка Фонду розвитку молоді Бутану (ФРМ).[2]
- Королівський патрон Бутанського екологічного товариства (БЕТ).